# Jaakko Uusimäki
Jaakko Uusimäki (* 1951) ist ein ehemaliger finnischer Radrennfahrer und nationaler Meister im Radsport.

## Sportliche Laufbahn
Uusimäki gewann die nationale Meisterschaft in der Mannschaftsverfolgung 1975. Mit ihm gewannen Raimo Honkanen und Mauno Uusivirta den Titel.
Als Junior war er 1970 Meister im Straßenrennen geworden. Er siegte in den Eintagesrennen Tervaetapit ajot 1970 und 1972, Seinäjoen kortteliajot und Kokkolan ajo 1973, Kälviän Kortteliajo und Mynämäen ajot 1975.
In der Internationalen Friedensfahrt 1974 und 1977 schied er aus.